# Original net animation
Original net animation (japonsky オリジナル・ネット・アニメ, oridžinaru netto animéšon, zkráceně ONA), známé v Japonsku jako web anime (japonsky ウェブアニメ, uebu anime), je anime, které je zveřejněno přímo na internet. Poté však může být vysíláno také na televizních stanicích. Název vychází z podobného termínu original video animation, jenž se v anime průmyslu používá od počátku 80. let 20. století pro direct-to-video distribuci. Internet je relativně novým odbytištěm pro distribuci anime, jež se stalo životaschopným díky rostoucímu počtu streamovacích stránek v Japonsku.
Stále více upoutávek a ukázkových epizod nových anime seriálů je vydáváno v podobě ONA. Za ONA lze považovat také například film Megumi. ONA tituly mají tendenci být kratší než tradiční animovaná tvorba, někdy trvají jen několik minut. Jako příklad lze uvést anime seriál Hetalia: Axis Powers. To však platilo zejména na začátku 10. let 21. století, od jeho druhé poloviny se začaly licencovat celé seriály výhradně pro streamovací služby, jako jsou Netflix, Amazon Prime Video a Disney+, a došlo k prodloužení délek jednotlivých epizod, například seriál Cyberpunk: Edgerunners.
Většina animované produkce v Japonsku je určena pro televizi nebo pro jiné audiovizuální formáty, mezi něž patří také ONA, které lze sledovat v televizi, na mobilních zařízeních nebo počítačích.